# Делба, Манана Юрьевна
Манана Юрьевна Делба (родилась 15 апреля 1962 года) — председатель Верховного суда Республики Абхазия в 2018—2021 годах, в 1997—2018 годах — судья Арбитражного суда Республики Абхазия.

## Биография
Родилась 15 апреля 1962 года в городе Ткварчели. Окончила историко-юридический факультет Абхазского государственного университета по специальности «правоведение» в 1984 году. С 1 сентября по 26 ноября того же года работала юрисконсультом Гулрыпшского родильного дома, 27 ноября того же года принята стажёром адвоката и направлена в юридическую консультацию в Сухуми. Член Коллегии адвокатов Абхазской АССР с 17 июля 1985 года.
15 октября 1997 года избрана судьёй Арбитражного суда Республики Абхазия. В 1999, 2005 и 2010 годах избиралась заместителем Председателя Арбитражного суда. С октября 2002 года по 2010 год — Председатель Совета судей Республики Абхазия, в 2010—2016 годах — член Совета судей Республики Абхазия. С марта 2004 по 2016 год была членом Экзаменационной комиссии судей Республики Абхазия, в мае 2016 года включена в квалификационную коллегию Республики Абхазия. 22 марта 2010 года ей был присвоен первый квалификационный класс судьи.
9 октября 2015 года постановлением Народного собрания Республики Абхазия — Парламента избрана на должность судьи Арбитражного суда Республики Абхазия. 28 декабря 2017 года также постановлением абхазского парламента избрана на должность судьи Верховного суда Республики Абхазия, а 21 марта 2018 года избрана парламентом на должность председателя суда Верховного суда сроком на 10 лет и получила высшую квалификационную категорию. Её кандидатура была представлена в парламент президентом республики Раулем Хаджимба и единогласно поддержана депутатами. 26 марта официально представлена в качестве нового председателя Верховного суда.
27 сентября 2021 года Делба подала в отставку с должности председателя Верховного суда Республики Абхазия по собственному желанию, её отставка была принята в тот же день.